# John Patton, Jr.
John Patton, Jr. (Curwensville, 1850. október 30. – Grand Rapids, 1907. május 24.) az Amerikai Egyesült Államok szenátora (Michigan, 1894–1895).